# El Mehdi Sidqy
El Mehdi Sidqy, né le 6 janvier 1984 à Mohammédia, est un footballeur marocain. Il occupe actuellement le poste de défenseur.

## Biographie

### Débuts en Afrique
Il commence le football au Chabab Mohammédia, le club de sa ville d'origine, avant de partir à Jids Hafs au Bahreïn. Il continue ensuite au Bahreïn Club, puis signe à l'Espérance de Zarzis en Tunisie. De retour au Maroc, il passe par l'AS Salé, l'Olympique de Safi et la Jeunesse Sportive El Massira.

### Arrivée à Białystok en Pologne
Début  octobre 2009, le joueur est mis à l'essai par le Jagiellonia Białystok, club de première division polonaise. Le 3 décembre, il y signe un contrat de six mois, avec une option de prolongation de deux années et demie,. Le 6 mars 2010, il joue son premier match de championnat contre le Śląsk Wrocław. Rappelé dans le groupe la semaine suivante, El Mehdi Sidqy gagne sa place et est titularisé lors de tous les matches suivants. Il remporte avec le Jaga la Coupe de Pologne et se qualifie donc pour la Ligue Europa. Éliminé lors du troisième tour, Sidqy entame le championnat une nouvelle fois contre le Śląsk et se blesse très lourdement. Il se brise en effet un ligament croisé antérieur et s'endommage les ménisques médial et latéral. Éloigné des terrains durant la majeure partie de la saison, il ne peut retrouver son meilleur niveau et ne joue plus aucun match. 

## Palmarès
- Vainqueur de la Coupe de Bahreïn : 2004
- Vainqueur de la Coupe de Pologne : 2010